# Lačnov
Lačnov – gmina w Czechach, w powiecie Vsetín, w kraju zlińskim. Według danych z dnia 1 stycznia 2012 liczyła 706 mieszkańców.